# Dekanat Ansbach
Dekanat Ansbach – jeden z 21 dekanatów rzymskokatolickiej archidiecezji bamberskiej w Niemczech. 
Według stanu na październik 2016 w skład dekanatu wchodziło 7 parafii rzymskokatolickich. Trzy z nich posiadają po dwa kościoły filialne. 
Dziekanem jest Hans-Peter Kunert, proboszcz parafii Podwyższenia Krzyża Świętego w Schillingsfürście znajdującej się pod adresem Anton-Roth-Weg 8, 91583 Schillingsfürst. 

## Lista parafii
Źródło:
| Lp. | Miejscowość     | Parafia                                        | Grafika | Kościół | Adres                                   |
| --- | --------------- | ---------------------------------------------- | ------- | --- | --------------------------------------- |
| 1   | Ansbach         | Parafia Chrystusa Króla                        |         | Kościół Chrystusa Króla w Ansbachu | Josef-Fruth-Platz 5 91522 Ansbach       |
| 2   | Ansbach         | Parafia św. Ludwika                            |         | Kościół św. Ludwika w Ansbachu Kościoły filialne: 1. Kościół Świętego Krzyża w Lehrbergu 2. Kościół Najświętszej Maryi Panny w Meinhardswinden                                                                          | Karolinenstraße 21 91522 Ansbach        |
| 3   | Gebsattel       | Parafia św. Wawrzyńca                          |         | Kościół św. Wawrzyńca w Gebsattel | Burggasse 20 91541 Rothenburg           |
| 4   | Rothenburg      | Parafia św. Jana Chrzciciela                   |         | Kościół św. Jana Chrzciciela w Rothenburgu | Burggasse 20 91541 Rothenburg           |
| 5   | Schillingsfürst | Parafia Podwyższenia Krzyża Świętego           |         | Kościół Podwyższenia Krzyża Świętego w Schillingsfürst Kościoły filialne: 1. Kościół Najświętszej Maryi Panny Królowej Pokoju w Leutershausen 2. Kościół św. Wawrzyńca w Bellershausen                                  | Anton-Roth-Weg 8 91583 Schillingsfürst  |
| 6   | Sondernohe      | Parafia Wniebowzięcia Najświętszej Maryi Panny |         | Kościół Wniebowzięcia Najświętszej Maryi Panny w Sondernohe Kościoły filialne: 1. Kościół Świętych Apostołów Piotra i Pawła w Unteraltenbernheim 2. Kościół św. Jakuba Starszego Apostoła i św. Sebastiana w Neustetten | z. Zt. Schloßstr. 12 91604 Flachslanden |
| 7   | Virnsberg       | Parafia św. Dionizego                          |         | Kościół św. Dionizego w Virnsbergu | Schloßstr. 12 91604 Flachslanden        |